# Proseč
Proseč — miasto w Czechach, w kraju pardubickim, w powiecie Chrudim.